# 薩米特鎮區 (愛荷華州奧布賴恩縣)
薩米特鎮區（英語：Summit Township）是位於美國愛荷華州奧布賴恩縣的一個行政鎮區。

## 地方資料
根據2010年美國人口普查的數據，薩米特鎮區的面積為93.01平方千米，當中陸地面積為93.01平方千米，而水域面積為0.00平方千米。當地共有人口638人，而人口密度為每平方千米6.86人。